# Цур-Штрассен, Отто
Отто Карл Ладислаус цур Штрассен (нем. Otto zur Strassen; 9 мая 1869, Берлин — 21 апреля 1961, Оберштедтен (ныне Оберурзель Гессен) — немецкий зоолог, педагог, профессор, доктор наук (1892).

## Биография
Родился в семье скульптора. Окончил в 1887 году Школу Святого Фомы в Лейпциге. Изучал естественные науки и биологию в университетах Лейпцига и Фрайбурга. В 1892 году защитил докторскую диссертацию в Лейпциге.
С 1892 по 1894 год совершил поездки в Неаполь на зоологическую станцию и в Российскую империю. В 1894 году один год служил добровольцем в саксонской армии.
В 1901 году — адъюнкт-профессор специализированной зоологии в университете Лейпцига, позже в 1914—1935 годах работал профессором зоологии в Университете Франкфурта. В 1922/23 году занимал должность ректора университета.
В 1898/99 году принял участие в первой немецкой глубоководной экспедиции на борту корабля «Valdivia».
В 1903 году стал действительным членом Саксонской академии наук.
С 1909 по 1934 год был директором Зенкенбергского музея во Франкфурте-на-Майне.
В 1914—1937 годах был первым профессором зоологии и сравнительной анатомии и директором зоологического института во вновь основанном Франкфуртском университете.

## Научная деятельность
Сторонник и активный защитник дарвинизма. Основное внимание уделял биологической морфологии и механике развития.
С 1911 по 1918 год был редактором четвертого полностью переработанного издания «Жизнь животных» Альфреда Брема («Земноводные и пресмыкающиеся»)

## Избранные труды
- Bradynema rigidum, 1892
- Embryonalentwicklung der Ascaris megalocephala, 1896
- Ueber die Mechanik der Epithelbildung, 1903
- Anthraconema, eine neue Gattung freilebender Nematoden, 1904
- Die Geschichte der Riesen von Ascaris megalocephala als Grundlage zu einer Entwicklungsmechanik dieser Spezies, Stuttgart 1906
- «Animal behavior and development», 1909
- Plastisch wirkende Augenflecke und die «Geschlechtliche Zuchtwahl», Jena 1935
- Neue Beiträge zur Entwicklungsmechanik der Nematoden, Stuttgart 1959
- Поведение человека и животных в новом освещении / Цур-Штрассен ; Предисл. акад. И. П. Павлова ; Пер. д-ра Н. А. Подкопаева. — Ленинград : Время, 1925.